# 绿脸鹦雀
绿脸鹦雀（学名：Erythrura viridifacies）是梅花雀科鹦雀属的一种，分布于菲律宾北部的吕宋岛、内格罗斯岛和班乃岛。栖息于热带的湿润森林（包括退化地区）、林缘乃至疏林草原，通常生活在海拔约1,000千米的地区，但偶尔也会出现在低地里。常居于有花朵或竹子的地方以便于觅食。